# Critiques du New Deal
Pour un article plus général, voir New Deal.
Les critiques du New Deal se sont manifestées sous différentes formes depuis la mise en place de cette politique par Franklin D. Roosevelt en 1933, puis se sont développées au fil des années. Elles ont été nombreuses entre 1933 et 1938, durant le New Deal lui-même, mais certains économistes comme Milton Friedman en ont formulé plusieurs décennies après. Par ailleurs, les critiques provenaient tant de la gauche que de la droite, et se sont manifestées sous différentes formes.

## Les critiques de la gauche
- Carter Glass, Sénateur de Virginie, s'est rendu à la convention démocrate en 1940 bien que gravement malade, pour soutenir le directeur de campagne de Roosevelt, James Aloysius Farley comme candidat démocrate à la présidentielle. Glass était en effet opposé à un troisième mandat de Roosevelt.
- William Lemke, membre du congrès et représentant du Dakota du Nord, se présenta à l'Élection présidentielle américaine de 1936 au nom d'un troisième parti, l'Union Party, à la suite de l'échec de son projet de loi, le Frazier-Lemke Bill. Au départ partisan de Roosevelt, il considérait que le New Deal ne remplissait pas correctement sa fonction de redistribution de richesse aux États-Unis, en particulier auprès des agriculteurs.
- John L. Lewis, qui dirigeait le puissant syndicat minier et le CIO apporta son soutien au candidat républicain Wendell Willkie en 1940 à la suite d'une lutte des pouvoirs entre lui-même et Roosevelt pour le contrôle du parti démocrate.
- Huey Long, célèbre populiste sudiste, et sénateur de Louisiane critiqua lui aussi le New Deal du fait de la redistribution limitée de richesse au peuple américain. Il prôna ainsi une économie planifiée d'inspiration socialiste. Il fut à l'origine d'un projet plus radical, mais qui rencontra un vif succès, Share Our Wealth, qui visait, par un système de taxe, à ce qu'aucun américain ne gagne plus d'un million de dollars par an. D'autre part, dans ce projet, aucun américain ne devait gagner moins de 2 000 $ par an. Il fut assassiné en 1935 par un opposant politique.
- Francis Townsend, médecin retraité de Californie proposa un programme de revenu garanti pour les personnes âgées. Face au succès de Townsend, Roosavelt aurait adopté le Social Security Act, dans le but d'endiguer la montée du mouvement.
- Burton Wheeler, sénateur démocrate du Montana, s'opposa à Roosevelt à plusieurs reprises, notamment en 1937 lorsque Roosevelt tenta de réformer la Cour suprême des États-Unis. Par la suite, Wheeler s'opposa à l'entrée des États-Unis dans la Seconde Guerre mondiale.
- Howard Zinn, historien et politologue américain critique très vivement Franklin D. Roosevelt dans son livre A People's History of the United States, en raison de l'incapacité du New Deal à redistribuer correctement les richesses aux Américains. Zinn explique ainsi que le but premier du New Deal était de sauver le capitalisme américain, et que Roosevelt aurait dû être plus radical dans la nationalisation de l'industrie américains, ainsi que dans une transition vers un socialisme économique.
- Max Shachtman et James P. Cannon, au travers de leurs syndicats respectifs, le Workers Party et le Socialist Workers Party, d'inspiration trotskiste (du nom du dissident russe Léon Trotski), considéraient que Roosevelt avait mis en place le New Deal dans le but de sauver le capitalisme américain, que l'intervention américaine durant la guerre était impérialiste, et enfin que le Front populaire du Parti Communiste était une trahison générale.

## Les critiques de la droite (parfois, anciens soutiens de Roosevelt)
- John Nance Garner, qui fut pourtant vice-président de Roosevelt en 1932 puis en 1936 s'opposa à Franklin D. Roosevelt au sujet de sa réforme de la Cour suprême des États-Unis en 1937.
- William Randolph Hearst, ancien directeur de la branche de gauche du parti démocrate, et qui possédait la plus grande chaîne de journaux du pays était un soutien puissant de Roosevelt en 1932, mais il prit des positions opposées à celles de Roosevelt en 1935, à la suite du projet du président d'augmenter les droits de succession, et de mettre fin à certains avantages fiscaux pour les plus riches. Il fut ridiculisé dans le film Citizen Kane d'Orson Welles.
- Hugh S. Johnson, qui fut le premier directeur de la National Recovery Administration se fâcha avec Roosevelt en 1935, ce qui provoqua son renvoi. Il offrit son soutien à Wendell Willkie lors de l'Élection présidentielle américaine de 1940.
- Joseph Patrick Kennedy, ambassadeur de Grande-Bretagne aux États-Unis, leader des irlandais américains et père de John Kennedy critiqua Roosevelt pour sa décision de soutenir l'Angleterre dans sa lutte contre l'Allemagne nazie. Kennedy soutenait donc des positions isolationnistes, et considérait que les États-Unis devaient rester en dehors du conflit.
- Charles Lindbergh, célèbre pour avoir été le premier pilote d'avion à traverser l'Atlantique devint le leader national du comité isolationniste America First, entre 1940 et 1941. Il fut vivement critiqué par les partisans du New Deal pour ses discours antisémistes, ainsi que pour son soutien à certaines politiques nazies.
- Ronald Reagan, acteur de séries B hollywoodiennes était partisan du New Deal dans les années 1930 puis les années 1940, mais commença à la critiquer dans les années 1950, alors qu'il était porte-parole de l'entreprise General Electric.
- Al Smith, candidat démocrate malheureux à l'élection présidentielle américaine de 1928 fonda l'American Liberty League en 1934 afin de critiquer le New Deal, qui selon lui favorisait une lutte des classes inutile.
- Robert Taft, sénateur républicain de l'Ohio de 1939 à 1953 était le président de l'aile la plus conservatrice de son parti. Il accusa le New Deal d'être une forme de socialisme, en expliquant qu'il portait préjudice aux intérêts commerciaux et économiques des États-Unis, et renforçait encore le pouvoir du gouvernement central de Washington. D'autre part, jusqu'à Pearl Harbor, Taft était opposé à un soutien américain de la Grande-Bretagne.
- Barry Goldwater, candidat républicain à l'élection présidentielle américaine de 1964, et qui succéda à Taft à la tête de la branche conservatrice du parti était opposé à l'expansion des programmes d'aide sociale créé durant le New Deal, et il accusa Eisenhower d'avoir mis en place un New Deal au rabais durant son mandat présidentiel.

## Les analyses économiques

### La critique libérale de l'École de Chicago
Milton Friedman, chef de file de l'école de Chicago, fut sur le moment favorable au New Deal. Alors qu'il était Porte-parole du Trésor, il défendit une politique keynésienne. En revanche, en 1962, dans son ouvrage Capitalisme et liberté, il se livra à une défense du capitalisme, et à une critique du New Deal et de l'État-providence. Lui et Anna Schwartz, critiquèrent alors le New Deal en expliquant que « le remède avait bien failli être pire que la maladie ». Pour Friedman, en effet, la Grande Dépression venait principalement d'une mauvaise gestion de la monnaie, dont l'offre aurait dû être augmentée et non réduite. Dans son Histoire monétaire des États-Unis parue en 1963, il développa cette thèse en expliquant cette grave crise économique par les politiques de contraction monétaire menées. Ainsi, Friedman expliqua que : « La Fed était largement responsable de l'ampleur de la crise de 1929. Au lieu d'user de son pouvoir pour compenser la crise, elle réduisit d'un tiers la masse monétaire entre 1929 et 1933… Loin d'être un échec du système de libre entreprise, la crise a été un échec tragique de l'État. ». Friedman dénonça en cela le rôle néfaste de l'intervention de l'État dans l'économie, et en particulier dans la politique monétaire, comme ce fut le cas pendant le New Deal.   

### Friedrich Hayek
Par la suite, ce fut Friedrich Hayek, économiste libéral, qui critiqua vivement l'interventionnisme étatique, en rejetant l'intervention économique dans les économies capitalistes. Hayek critiqua également le keynésianisme, jugeant que John Maynard Keynes ne possédait que des connaissances limitées en théorie économique. Il montra ainsi que les politiques keynésiennes de relance économique, fondées sur l'utilisation du budget public, conduisaient à terme à la fois à l'inflation, à la stagnation économique et au chômage.

## Ouvrages et prises de position contre le New Deal
- Elizabeth Dilling, The Roosevelt Red Record and Its Background (1936)
- Herbert Hoover, Addresses Upon the American Road, 1933-1938 (1938)
- Raymond Moley, After Seven Years (1939)
- Herbert Hoover, Addresses Upon the American Road, 1940-1941 (1941)
- John T. Flynn, The Roosevelt Myth (1948, revised 1952)
- Garet Garrett, The People's Pottage (1951, later republished as Ex America)
- Murray Rothbard, America's Great Depression (1963)
- James J. Martin, American Liberalism and World Politics, 1931-1941 (1964)
- Garet Garrett, Salvos Against the New Deal: Selections from the Saturday Evening Post, 1933-1940 (2002), edited by Bruce Ramsey
- Thomas Fleming, The New Dealers' War: FDR and the War Within World War II (2002)
- Garet Garrett, Defend America First: The Antiwar Editorials of the Saturday Evening Post, 1939-1942 (2003), edited by Bruce Ramsey
- Jim Powell, FDR's Folly: How Roosevelt and His New Deal Prolonged the Great Depression (2003)
- Gene Smiley, Rethinking the Great Depression (2003)
- Thomas Woods, The Politically Incorrect Guide to American History (2004)
- Robert P. MurphyThe Politically Incorrect Guide to Capitalism (2007)
- Amity Shlaes, The Forgotten Man: A New History of the Great Depression (2007)
- Jonah Goldberg, Liberal Fascism: The Secret History of the American Left, from Mussolini to the Politics of Meaning (2008)

#### En anglais
- Gary Dean Best; The Critical Press and the New Deal: The Press Versus Presidential Power, 1933-1938 Praeger Publishers 1993. Édition en ligne
- Brinkley, Alan. Voices of Protest: Huey Long, Father Coughlin, & the Great Depression (1983)
- Graham, Otis L. and Meghan Robinson Wander, eds. Franklin D. Roosevelt: His Life and Times. (1985), Encyclopédie
- Kennedy, David M. Freedom From Fear: The American People in Depression and War, 1929-1945. (1999) Le meilleur récit universitaire moderne.
- McCoy, Donald * R. Landon of Kansas (1966) Biographie universitaire standard
- Paterson, James. Mr. Republican: A Biography of Robert Taft (1972)
- Ronald Radosh. Prophets on the Right: Profiles of conservative critics of American globalism (1978)
- Schlesinger, Arthur M. Jr., The Age of Roosevelt, 3 vols, (1957-1960), Récit pro New-Deal de référence, avec détails et critiques. Online at vol 2 vol 3
- Rudolf, Frederick. "The American Liberty League, 1934-1940," American Historical Review, LVI (October 1950), 19-33 online at JSTOR
- Smith, Richard Norton. An Uncommon Man: The Triumph of Herbert Hoover (1987) Biographie
- White, Graham J. FDR and the Press. 1979.
- Winfield, Betty Houchin. FDR and the News Media 1990
- Williams, T. Harry. Huey Long (1969), Biographie, lauréate du prix Pulitzer
- Wolfskill, George. The Revolt of the Conservatives: A History of the American Liberty League, 1934-1940 (1962)
- Anna Peterpants.  Thesis Statement on the Depression-Era Programs  (1951)
- Brandon Streaker.  The Man and the Deal  (1964)
- Carl McCarthy.  The Great Wisconsin Brainwash  (1954)